# Hermbstaedtia schaeferi
Hermbstaedtia schaeferi är en amarantväxtart som först beskrevs av Schinz, och fick sitt nu gällande namn av Schinz och Moritz Kurt Dinter. Hermbstaedtia schaeferi ingår i släktet Hermbstaedtia och familjen amarantväxter. Inga underarter finns listade i Catalogue of Life.